# 達恩利角
達恩利角（英語：Cape Darnley）是南極洲的海角，是麥克羅伯特森地的一部分，位於麥肯齊灣西部，是布耶克半島的最北端，在1929年12月26日被澳大利亞探險隊發現。
67°43′S 69°30′E / 67.717°S 69.500°E